# Justyna Szilágyi de Horogszeg
Justyna Szilágyi de Horogszeg (Jusztina Szilágyi de Horogszeg, zm. po 1497) – ciotka lub kuzynka króla Węgier i Czech Macieja Korwina, żona hospodara wołoskiego Włada Drakuli zwanego Palownikiem.

## Życiorys
Justyna Szilágyi de Horogszeg była najprawdopodobniej córką wuja władcy węgierskiego Macieja Korwina, Osváta Szilágyi i Ágoty Szeri-Pósa. Mniej prawdopodobna jest wersja, jakoby Justyna była młodszą siostrą matki Macieja, Elżbiety Hunyadi. Przypuszcza się, iż już na przełomie lutego i marca 1462 małżeństwo z Justyną planował hospodar Wołoszczyzny Wład Palownik. Do sfinalizowania tych planów małżeńskich jednak nie doszło, a późną wiosną 1462 Justyna została wydana za mąż za zarządcę Liptowa Wacława Szentmiklósa Pongrácza, sprzymierzonego ze skonfliktowanym z rodem Korwinów kondotierem Janem Jiskrą z Brandysa. Około 1471 Justyna Szilágyi owdowiała i ponownie zaczęto rozważać jej małżeństwo z wołoskim hospodarem. Najpóźniej w 1474 została ona żoną Drakuli, któremu urodziła dwóch nieznanych z imienia synów i córkę wychowywanych w religii katolickiej. W grudniu 1476 mąż Justyny został zamordowany. Wdowa po Drakuli jeszcze dwukrotnie wchodziła w związki małżeńskie. Jej trzecim mężem był Pál Suki, zaś po jego śmierci poślubiła Jánosa Erdélyi.